# Région de photodissociation
Les régions de photodissociations (ou PDRs) sont des régions majoritairement neutres du milieu interstellaire dans lesquelles des photons ultraviolets lointains influencent fortement la chimie du gaz et tiennent le rôle de la plus importante source de chaleur. De telles zones existent dans toute région contenant du gaz interstellaire qui est suffisamment dense et froid pour rester neutre, mais qui possède également une densité de colonne trop faible pour empêcher la pénétration de photons ultraviolets lointains issus d'étoiles massives distantes. Un exemple typique et bien étudié est le gaz situé en bordure d'un nuage moléculaire géant. Les PDRs sont aussi associés aux régions HII, aux nébuleuses par réflexion, aux noyaux actifs de galaxies et aux nébuleuses planétaires. 